# Campeonato Mundial de Voleibol Masculino Sub-19 de 2019
El XVI Campeonato Mundial de Voleibol Masculino Sub-19 de 2019 se celebró en Túnez del 21 al 30 de agosto de 2019. Fue organizado por la Federación Internacional de Voleibol. El campeonato se jugó en la ciudad de Tunis.

## Proceso de clasificación
| Confederación         | Método de Clasificación                                      | Fecha                                 | Lugar                                    | Cupos | Equipo                                                     |  |
| --------------------- | ------------------------------------------------------------ | ------------------------------------- | ---------------------------------------- | ----- | ---------------------------------------------------------- |  |
| FIVB                  | Anfitrión                                                    | 28 de agosto de 2018                  | Lausana, Suiza                           | 1     | Túnez                                                      |  |
| CEV                   | Campeonato Europeo de Voleibol Masculino Sub-18 de 2018      | Del 7 al 15 de abril de 2018          | Zlín, República Checa Púchov, Eslovaquia | 6     | Alemania República Checa Italia Rusia Bielorrusia Bulgaria |  |
| AVC                   | Campeonato Asiático de Voleibol Masculino Sub-18 de 2018     | Del 29 de junio al 6 de julio de 2018 | Tabriz, Irán                             | 4     | Japón Corea del Sur Irán China Taipéi                      |  |
| CAVB                  | Juegos Africanos de la Juventud de 2018                      | Del 19 al 24 de julio de 2018         | Argel, Argelia                           | 2     | Nigeria Egipto                                             |  |
| CSV                   | Campeonato Sudamericano de Voleibol Masculino Sub-19 de 2018 | Del 24 al 28 de octubre de 2018       | Sopó, Colombia                           | 3     | Brasil Argentina Colombia                                  |  |
| NORCECA               | Campeonato NORCECA de Voleibol Masculino Sub-19 de 2018      | Del 6 al 10 de junio de 2018          | San José, Costa Rica                     | 2     | Cuba Estados Unidos                                        |  |
| NORCECA               | Copa Panamericana de Voleibol Masculino Sub-19 de 2019       | Del 24 al 29 de abril de 2019         | Santo Domingo, República Dominicana      | 1     | México                                                     |  |
| América (NORCECA/CSV) | Copa Panamericana de Voleibol Masculino Sub-19 de 2019       | Del 24 al 29 de abril de 2019         | Santo Domingo, República Dominicana      | 1     | República Dominicana                                       |  |
| Total                 | Total                                                        | Total                                 | Total                                    | 20    |                                                            |  |

## Organización

### País anfitrión y ciudades sedes
| TunisRadèsTunis y Radès, ciudades sedes del Campeonato Mundial de Voleibol Masculino Sub-19 de 2019. | Tunis                          |
| --- | ------------------------------ |
| TunisRadèsTunis y Radès, ciudades sedes del Campeonato Mundial de Voleibol Masculino Sub-19 de 2019. | El Menzah Sports Palace        |
| TunisRadèsTunis y Radès, ciudades sedes del Campeonato Mundial de Voleibol Masculino Sub-19 de 2019. | Capacidad: 5.500 espectadores  |
| TunisRadèsTunis y Radès, ciudades sedes del Campeonato Mundial de Voleibol Masculino Sub-19 de 2019. |                                |
| TunisRadèsTunis y Radès, ciudades sedes del Campeonato Mundial de Voleibol Masculino Sub-19 de 2019. | Radès                          |
| TunisRadèsTunis y Radès, ciudades sedes del Campeonato Mundial de Voleibol Masculino Sub-19 de 2019. | Salle Omnisport de Radès       |
| TunisRadèsTunis y Radès, ciudades sedes del Campeonato Mundial de Voleibol Masculino Sub-19 de 2019. | Capacidad: 17.000 espectadores |
| TunisRadèsTunis y Radès, ciudades sedes del Campeonato Mundial de Voleibol Masculino Sub-19 de 2019. |                                |

### Formato de competición
El torneo se desarrolla dividido en dos rondas.
En la primera ronda las 20 selecciones fueron repartidas en 4 grupos de 5 equipos, en cada grupo se jugó con un sistema de todos contra todos y los equipos fueron clasificados de acuerdo a los siguientes criterios:
1. Partidos ganados.
2. Puntos obtenidos, los cuales son otorgados de la siguiente manera:
  - Partido con resultado final 3-0 o 3-1: 3 puntos al ganador y 0 puntos al perdedor.
  - Partido con resultado final 3-2: 3 puntos al ganador y 1 puntos al perdedor.
3. Proporción entre los sets ganados y los sets perdidos (Sets ratio).
4. Proporción entre los puntos ganados y los puntos perdidos (Puntos ratio).
5. Si el empate en puntos ratio persiste entre dos equipos se le da prioridad al equipo que haya ganado el último partido entre los equipos implicados.
6. Si el empate en puntos ratio es entre tres o más equipos se elabora una nueva clasificación tomando en consideración solo los partidos jugados entre los equipos implicados.

En la segunda ronda, el último clasificado de cada grupo jugará partidos de clasificación para la posición 17-20 en un sistema de todos contra todos. Los otros 16 equipos avanzan a los octavos de final, que consta de un playoff (primero del Grupo A contra el cuarto del Grupo B, primero del Grupo C contra el cuarto del Grupo D, etc.). Los ganadores de los partidos de playoff avanzarán a los cuartos de final, semifinales y finales para clasificarse de la primera a la octava posición, mientras que los perdedores del partido de playoff jugarán partidos de clasificación, con cuartos de final, semifinales y finales con sistema similares, para clasificarse de la novena a la decimosexta posición.

## Equipos participantes

### Conformación de los grupos
| Grupo A                                                | Grupo B                                       | Grupo C                                | Grupo D                                                         |
| ------------------------------------------------------ | --------------------------------------------- | -------------------------------------- | --------------------------------------------------------------- |
| Túnez (Anfitrión) Brasil Cuba Bielorrusia China Taipéi | República Checa Italia Colombia Irán Bulgaria | Argentina Japón Alemania México Egipto | Estados Unidos Rusia Corea del Sur Nigeria República Dominicana |

## Resultados

### Fase de grupos
– Clasificados a octavos de final.      – Pasan a disputar la clasificación del 17.º al 20.º puesto.

#### Grupo A
- Sede: Tunis.

| Pos. | Equipo       | Partidos | Partidos | Partidos | Pts. | Sets | Sets | Sets  | Puntos | Puntos | Puntos |
| Pos. | Equipo       | PJ       | PG       | PP       | Pts. | SG   | SP   | Ratio | PG     | PP     | Ratio  |
| ---- | ------------ | -------- | -------- | -------- | ---- | ---- | ---- | ----- | ------ | ------ | ------ |
| 1    | Brasil       | 4        | 3        | 1        | 10   | 11   | 4    | 0     | 0      | 0      | 0      |
| 2    | Cuba         | 4        | 3        | 1        | 8    | 10   | 6    | 0     | 0      | 0      | 0      |
| 3    | Bielorrusia  | 4        | 2        | 2        | 6    | 9    | 9    | 0     | 0      | 0      | 0      |
| 4    | China Taipéi | 4        | 1        | 3        | 4    | 6    | 9    | 0     | 0      | 0      | 0      |
| 5    | Túnez        | 4        | 1        | 3        | 2    | 3    | 11   | 0.273 | 286    | 342    | 0.836  |

| Fecha        | Hora  | Equipo 1     | Res.  | Equipo 2     | Set 1 | Set 2 | Set 3 | Set 4 | Set 5 | Total     | Reporte |
| ------------ | ----- | ------------ | ----- | ------------ | ----- | ----- | ----- | ----- | ----- | --------- | ------- |
| 21 de agosto | 10:00 | China Taipéi | 2 – 3 | Bielorrusia  | 15-25 | 25-22 | 16-25 | 25-13 | 5-15  | 86 – 100  | P2      |
| 21 de agosto | 22:00 | Cuba         | 3 – 0 | Túnez        | 25-22 | 25-14 | 25-18 |       |       | 75 – 52   | P2      |
| 22 de agosto | 16:30 | Cuba         | 3 – 2 | Brasil       | 23-25 | 21-25 | 25-22 | 25-18 | 27-25 | 121 – 115 | P2      |
| 22 de agosto | 19:30 | Túnez        | 3 – 2 | Bielorrusia  | 25-22 | 15-25 | 25-23 | 26-28 | 15-12 | 106 – 110 | P2      |
| 23 de agosto | 10:00 | China Taipéi | 1 – 3 | Cuba         | 18-25 | 25-17 | 19-25 | 20-25 |       | 82 – 92   | P2      |
| 23 de agosto | 19:30 | Túnez        | 0 – 3 | Brasil       | 25-27 | 17-25 | 14-25 |       |       | 56 – 77   | P2      |
| 24 de agosto | 13:00 | Bielorrusia  | 1 – 3 | Brasil       | 16-25 | 25-19 | 27-25 | 17-25 |       | 83 – 96   | P2      |
| 24 de agosto | 19:30 | Túnez        | 0 – 3 | China Taipéi | 25-27 | 26-28 | 19-25 |       |       | 70 – 80   | P2      |
| 25 de agosto | 10:00 | Cuba         | 1 – 3 | Bielorrusia  | 21-25 | 23-25 | 25-22 | 16-25 |       | 85 – 97   | P2      |
| 25 de agosto | 19:30 | Brasil       | 3 – 0 | China Taipéi | 25-17 | 25-17 | 25-20 |       |       | 75 – 54   | P2      |

#### Grupo B
- Sede: Tunis.

| Pos. | Equipo          | Partidos | Partidos | Partidos | Pts. | Sets | Sets | Sets  | Puntos | Puntos | Puntos |
| Pos. | Equipo          | PJ       | PG       | PP       | Pts. | SG   | SP   | Ratio | PG     | PP     | Ratio  |
| ---- | --------------- | -------- | -------- | -------- | ---- | ---- | ---- | ----- | ------ | ------ | ------ |
| 2    | Italia          | 4        | 4        | 0        | 11   | 12   | 3    | 0     | 0      | 0      | 0      |
| 4    | República Checa | 4        | 3        | 1        | 9    | 9    | 3    | 0     | 0      | 0      | 0      |
| 1    | Irán            | 4        | 2        | 2        | 6    | 7    | 8    | 0     |        | 0      | 0      |
| 3    | Bulgaria        | 4        | 1        | 3        | 4    | 6    | 10   | 0     | 0      | 0      | 0      |
| 5    | Colombia        | 4        | 0        | 4        | 0    | 2    | 12   | 0     | 0      | 0      | 0      |

| Fecha        | Hora  | Equipo 1        | Res.  | Equipo 2        | Set 1 | Set 2 | Set 3 | Set 4 | Set 5 | Total    | Reporte |
| ------------ | ----- | --------------- | ----- | --------------- | ----- | ----- | ----- | ----- | ----- | -------- | ------- |
| 21 de agosto | 13:00 | Bulgaria        | 2 – 3 | Italia          | 14-25 | 25-21 | 17-25 | 25-22 | 7-15  | 88 – 108 | P2 P3   |
| 21 de agosto | 15:00 | República Checa | 3 – 0 | Colombia        | 25-13 | 25-16 | 25-17 |       |       | 75 – 46  | P2 P3   |
| 22 de agosto | 13:00 | Italia          | 3 – 0 | República Checa | 25-14 | 25-12 | 25-13 |       |       | 75 – 39  | P2 P3   |
| 22 de agosto | 15:00 | Irán            | 3 – 1 | Bulgaria        | 25-21 | 21-25 | 25-22 | 25-20 |       | 96 – 87  | P2 P3   |
| 23 de agosto | 13:00 | República Checa | 3 – 0 | Irán            | 25-17 | 25-17 | 25-22 |       |       | 75 – 56  | P2 P3   |
| 23 de agosto | 15:00 | Colombia        | 0 – 3 | Italia          | 18-25 | 19-25 | 13-25 |       |       | 50 – 75  | P2 P3   |
| 24 de agosto | 13:00 | Irán            | 3 – 1 | Colombia        | 25-27 | 25-21 | 25-17 | 25-13 |       | 100 – 78 | P2 P3   |
| 24 de agosto | 15:00 | Bulgaria        | 0 – 3 | República Checa | 22-25 | 11-25 | 22-25 |       |       | 55 – 75  | P2 P3   |
| 25 de agosto | 13:00 | Colombia        | 1 – 3 | Bulgaria        | 16-25 | 21-25 | 26-24 | 24-26 |       | 87 – 100 | P2 P3   |
| 25 de agosto | 15:00 | Italia          | 3 – 1 | Irán            | 25-16 | 25-18 | 24-26 | 25-11 |       | 99 – 71  | P2 P3   |

#### Grupo C
- Sede: Tunis.

| Pos. | Equipo    | Partidos | Partidos | Partidos | Pts. | Sets | Sets | Sets  | Puntos | Puntos | Puntos |
| Pos. | Equipo    | PJ       | PG       | PP       | Pts. | SG   | SP   | Ratio | PG     | PP     | Ratio  |
| ---- | --------- | -------- | -------- | -------- | ---- | ---- | ---- | ----- | ------ | ------ | ------ |
| 1    | Egipto    | 4        | 4        | 0        | 10   | 12   | 5    | 0     | 0      | 0      | 0      |
| 2    | Argentina | 4        | 2        | 2        | 6    | 8    | 8    | 0     | 0      | 0      | 0      |
| 3    | Alemania  | 4        | 2        | 2        | 6    | 8    | 9    | 0     | 0      | 0      | 0      |
| 4    | Japón     | 4        | 2        | 2        | 7    | 9    | 6    | 0     | 0      | 0      | 0      |
| 5    | México    | 4        | 0        | 4        | 1    | 3    | 12   | 0.250 | 0      | 0      | 0      |

| Fecha        | Hora  | Equipo 1  | Res.  | Equipo 2  | Set 1 | Set 2 | Set 3 | Set 4 | Set 5 | Total     | Reporte |
| ------------ | ----- | --------- | ----- | --------- | ----- | ----- | ----- | ----- | ----- | --------- | ------- |
| 21 de agosto | 13:00 | Egipto    | 3 – 2 | Alemania  | 17-25 | 27-25 | 25-17 | 13-25 | 17-15 | 99 – 107  | P2 P3   |
| 21 de agosto | 15:00 | México    | 0 – 3 | Argentina | 21-25 | 25-17 | 14-25 | 20-25 |       | 80 – 92   | P2 P3   |
| 22 de agosto | 13:00 | Argentina | 1 – 3 | Egipto    | 23-25 | 16-25 | 25-21 | 12-25 |       | 76 – 96   | P2 P3   |
| 22 de agosto | 15:00 | Japón     | 3 – 0 | México    | 25-17 | 25-21 | 25-13 |       |       | 75 – 51   | P2 P3   |
| 23 de agosto | 13:00 | Egipto    | 3 – 2 | Japón     | 25-19 | 25-20 | 23-25 | 15-25 | 15-10 | 103 – 99  | P2 P3   |
| 23 de agosto | 15:00 | Alemania  | 3 – 1 | Argentina | 25-21 | 22-25 | 25-22 | 25-21 |       | 97 – 89   | P2 P3   |
| 24 de agosto | 13:00 | Japón     | 3 – 0 | Alemania  | 25-14 | 25-22 | 25-20 |       |       | 75 – 56   | P2 P3   |
| 24 de agosto | 15:00 | México    | 0 – 3 | Egipto    | 23-25 | 23-25 | 21-25 |       |       | 67 – 75   | P2 P3   |
| 25 de agosto | 13:00 | Alemania  | 3 – 2 | México    | 25-21 | 23-25 | 25-18 | 14-25 | 15-12 | 102 – 101 | P2 P3   |
| 25 de agosto | 15:00 | Argentina | 3 – 1 | Japón     | 25-23 | 18-25 | 26-24 | 25-21 |       | 94 – 93   | P2 P3   |

#### Grupo D
- Sede: Tunis.

| Pos. | Equipo               | Partidos | Partidos | Partidos | Pts. | Sets | Sets | Sets  | Puntos | Puntos | Puntos |
| Pos. | Equipo               | PJ       | PG       | PP       | Pts. | SG   | SP   | Ratio | PG     | PP     | Ratio  |
| ---- | -------------------- | -------- | -------- | -------- | ---- | ---- | ---- | ----- | ------ | ------ | ------ |
| 1    | Rusia                | 4        | 4        | 0        | 12   | 12   | 1    | 0     | 0      | 0      | 0      |
| 2    | Estados Unidos       | 4        | 2        | 2        | 6    | 7    | 6    | 0     | 0      | 0      | 0      |
| 3    | Nigeria              | 4        | 2        | 2        | 6    | 6    | 6    | 0     | 0      | 0      | 0      |
| 4    | Corea del Sur        | 4        | 2        | 2        | 6    | 7    | 7    | 0     | 0      | 0      | 0      |
| 5    | República Dominicana | 4        | 0        | 4        | 0    | 0    | 12   | 0.000 | 0      | 0      | 0      |

| Fecha        | Hora  | Equipo 1             | Res.  | Equipo 2             | Set 1 | Set 2 | Set 3 | Set 4 | Set 5 | Total    | Reporte |
| ------------ | ----- | -------------------- | ----- | -------------------- | ----- | ----- | ----- | ----- | ----- | -------- | ------- |
| 21 de agosto | 17:00 | República Dominicana | 0 – 3 | Estados Unidos       | 18-25 | 29-31 | 17-25 |       |       | 64 – 81  | P2 P3   |
| 21 de agosto | 19:00 | Corea del Sur        | 0 – 3 | Nigeria              | 20-25 | 26-28 | 24-26 |       |       | 70 – 78  | P2 P3   |
| 22 de agosto | 17:00 | Estados Unidos       | 1 – 3 | Corea del Sur        | 27-25 | 17-25 | 20-25 | 22-25 |       | 84 – 100 | P2 P3   |
| 22 de agosto | 19:00 | Rusia                | 3 – 0 | República Dominicana | 25-17 | 25-14 | 25-17 |       |       | 75 – 48  | P2 P3   |
| 23 de agosto | 17:00 | Corea del Sur        | 1 – 3 | Rusia                | 25-22 | 21-25 | 18-25 | 23-25 |       | 87 – 97  | P2 P3   |
| 23 de agosto | 19:00 | Nigeria              | 0 – 3 | Estados Unidos       | 22-25 | 19-25 | 20-25 |       |       | 61 – 75  | P2 P3   |
| 24 de agosto | 17:00 | Rusia                | 0 – 3 | Nigeria              | 25-15 | 25-14 | 25-17 |       |       | 75 – 46  | P2 P3   |
| 24 de agosto | 19:00 | República Dominicana | 0 – 3 | Corea del Sur        | 17-25 | 16-25 | 15-25 |       |       | 48 – 75  | P2 P3   |
| 25 de agosto | 17:00 | Nigeria              | 3 – 0 | República Dominicana | 25-17 | 25-28 | 25-17 |       |       | 75 – 62  | P2 P3   |
| 25 de agosto | 19:00 | Estados Unidos       | 0 – 3 | Rusia                | 12-25 | 19-25 | 12-25 |       |       | 43 – 75  | P2 P3   |

### Fase final

#### Clasificación 17.º al 20.º puesto
| Pos. | Equipo               | Partidos | Partidos | Partidos | Pts. | Sets | Sets | Sets  | Puntos | Puntos | Puntos |
| Pos. | Equipo               | PJ       | PG       | PP       | Pts. | SG   | SP   | Ratio | PG     | PP     | Ratio  |
| ---- | -------------------- | -------- | -------- | -------- | ---- | ---- | ---- | ----- | ------ | ------ | ------ |
| 17   | Túnez                | 3        | 2        | 1        | 7    | 8    | 4    | 0     | 0      | 0      | 0      |
| 18   | República Dominicana | 3        | 2        | 1        | 5    | 6    | 6    | 0     | 0      | 0      | 0      |
| 19   | México               | 3        | 2        | 1        | 5    | 8    | 7    | 0     | 0      | 0      | 0      |
| 20   | Colombia             | 3        | 0        | 3        | 0    | 1    | 9    | 0     | 0      | 0      | 0      |

| Fecha        | Hora | Equipo 1 | Res. | Equipo 2             | Set 1 | Set 2 | Set 3 | Set 4 | Set 5 | Total | Reporte |
| ------------ | ---- | -------- | ---- | -------------------- | ----- | ----- | ----- | ----- | ----- | ----- | ------- |
| 27 de agosto | 9:00 | Túnez    | 3-0  | República Dominicana | 27-25 | 25-21 | 26-24 | -     | -     | -     | P2 P3   |
| 27 de agosto | 9:00 | Colombia | 2-3  | México               | 23-25 | 25-14 | 25-18 | 20-25 | 11-15 | -     | P2 P3   |
| 28 de agosto | 9:00 | México   | 2-3  | República Dominicana | 15-25 | 21-25 | 25-17 | 25-23 | 10-15 | -     | P2 P3   |
| 28 de agosto | 9:00 | Túnez    | 3-1  | Colombia             | 25-20 | 24-26 | 25-15 | 25-21 | -     | -     | P2 P3   |
| 29 de agosto | 9:00 | Colombia | 1-3  | República Dominicana | 13-25 | 20-25 | 25-11 | 27-29 | -     | -     | P2 P3   |
| 29 de agosto | 9:00 | Túnez    | 2-3  | México               | 25-21 | 25-20 | 14-25 | 22-25 | 10-25 | -     | P2 P3   |

#### Clasificación 1.° al 16.° puesto
|  | Octavos de final | Octavos de final |           |             | Cuartos de final | Cuartos de final |  |        | Semifinales | Semifinales |        |              | Final        | Final |  |
|  |                  |                  |           |             |                  |                  |  |        |             |             |        |              |              |       |  |
|  |                  |                  |           |             |                  |                  |  |        |             |             |        |              |              |       |  |
|  | Italia           | 3                |           |             |                  |                  |  |        |             |             |        |              |              |       |  |
|  | Italia           | 3                |           |             |                  |                  |  |        |             |             |        |              |              |       |  |
|  | China Taipéi     | 0                |           |             |                  |                  |  |        |             |             |        |              |              |       |  |
|  | China Taipéi     | 0                |           | Italia      | 3                |                  |  |        |             |             |        |              |              |       |  |
|  |                  |                  |           | Italia      | 3                |                  |  |        |             |             |        |              |              |       |  |
|  |                  |                  | Japón     | 0           |                  |                  |  |        |             |             |        |              |              |       |  |
|  | Japón            | 3                | Japón     | 0           |                  |                  |  |        |             |             |        |              |              |       |  |
|  | Japón            | 3                |           |             |                  |                  |  |        |             |             |        |              |              |       |  |
|  | Corea del Sur    | 1                |           |             |                  |                  |  |        |             |             |        |              |              |       |  |
|  | Corea del Sur    | 1                |           |             |                  |                  |  | Italia | 3           |             |        |              |              |       |  |
|  |                  |                  |           |             |                  |                  |  | Italia | 3           |             |        |              |              |       |  |
|  |                  |                  | Egipto    | 0           |                  |                  |  |        |             |             |        |              |              |       |  |
|  | República Checa  | 0                | Egipto    | 0           |                  |                  |  |        |             |             |        |              |              |       |  |
|  | República Checa  | 0                |           |             |                  |                  |  |        |             |             |        |              |              |       |  |
|  | Bielorrusia      | 3                |           |             |                  |                  |  |        |             |             |        |              |              |       |  |
|  | Bielorrusia      | 3                |           | Bielorrusia | 0                |                  |  |        |             |             |        |              |              |       |  |
|  |                  |                  |           | Bielorrusia | 0                |                  |  |        |             |             |        |              |              |       |  |
|  |                  |                  | Egipto    | 3           |                  |                  |  |        |             |             |        |              |              |       |  |
|  | Egipto           | 3                | Egipto    | 3           |                  |                  |  |        |             |             |        |              |              |       |  |
|  | Egipto           | 3                |           |             |                  |                  |  |        |             |             |        |              |              |       |  |
|  | Nigeria          | 0                |           |             |                  |                  |  |        |             |             |        |              |              |       |  |
|  | Nigeria          | 0                |           |             |                  |                  |  |        |             |             |        | Italia       | 3            |       |  |
|  |                  |                  |           |             |                  |                  |  |        |             |             |        | Italia       | 3            |       |  |
|  |                  |                  | Rusia     | 1           |                  |                  |  |        |             |             |        |              |              |       |  |
|  | Rusia            | 3                | Rusia     | 1           |                  |                  |  |        |             |             |        |              |              |       |  |
|  | Rusia            | 3                |           |             |                  |                  |  |        |             |             |        |              |              |       |  |
|  | Alemania         | 0                |           |             |                  |                  |  |        |             |             |        |              |              |       |  |
|  | Alemania         | 0                |           | Rusia       | 3                |                  |  |        |             |             |        |              |              |       |  |
|  |                  |                  |           | Rusia       | 3                |                  |  |        |             |             |        |              |              |       |  |
|  |                  |                  | Irán      | 1           |                  |                  |  |        |             |             |        |              |              |       |  |
|  | Cuba             | 0                | Irán      | 1           |                  |                  |  |        |             |             |        |              |              |       |  |
|  | Cuba             | 0                |           |             |                  |                  |  |        |             |             |        |              |              |       |  |
|  | Irán             | 3                |           |             |                  |                  |  |        |             |             |        |              |              |       |  |
|  | Irán             | 3                |           |             |                  |                  |  | Rusia  | 3           |             |        |              |              |       |  |
|  |                  |                  |           |             |                  |                  |  | Rusia  | 3           |             |        |              |              |       |  |
|  |                  |                  | Argentina | 0           |                  |                  |  |        |             |             |        |              |              |       |  |
|  | Estados Unidos   | 0                | Argentina | 0           |                  |                  |  |        |             |             |        |              |              |       |  |
|  | Estados Unidos   | 0                |           |             |                  |                  |  |        |             |             |        |              |              |       |  |
|  | Argentina        | 3                |           |             |                  |                  |  |        |             |             |        |              |              |       |  |
|  | Argentina        | 3                |           | Argentina   | 3                |                  |  |        |             |             |        | Tercer lugar | Tercer lugar |       |  |
|  |                  |                  |           | Argentina   | 3                |                  |  |        |             |             |        | Tercer lugar | Tercer lugar |       |  |
|  |                  |                  | Bulgaria  | 2           |                  |                  |  |        |             |             |        |              |              |       |  |
|  | Brasil           | 2                | Bulgaria  | 2           |                  |                  |  |        |             |             | Egipto | 1            |              |       |  |
|  | Brasil           | 2                |           |             |                  |                  |  |        |             |             | Egipto | 1            |              |       |  |
|  | Bulgaria         | 3                |           |             |                  |                  |  |        |             |             |        |              | Argentina    | 3     |  |
|  | Bulgaria         | 3                |           |             |                  |                  |  |        |             |             |        |              | Argentina    | 3     |  |
|  |                  |                  |           |             |                  |                  |  |        |             |             |        |              |              |       |  |

##### Octavos de final
| Fecha        | Hora  | Equipo 1        | Res.  | Equipo 2      | Set 1 | Set 2 | Set 3 | Set 4 | Set 5 | Total   | Reporte |
| ------------ | ----- | --------------- | ----- | ------------- | ----- | ----- | ----- | ----- | ----- | ------- | ------- |
| 27 de agosto | 11:00 | Italia          | 3–0   | China Taipéi  | 25-7  | 25-17 | 25-22 |       |       | 75–46   | P2 P3   |
| 27 de agosto | 11:00 | Japón           | 3–1   | Corea del Sur | 22-25 | 25-19 | 25-18 | 25-17 |       | –       | P2 P3   |
| 27 de agosto | 13:00 | República Checa | 0 – 3 | Bielorrusia   | 23-25 | 20-25 | 20-25 |       |       | 63 – 75 | P2 P3   |
| 27 de agosto | 13:00 | Egipto          | 3–0   | Nigeria       | 25-16 | 25-20 | 29-27 |       |       | 79 –63  | P2 P3   |
| 27 de agosto | 15:00 | Rusia           | 3–0   | Alemania      | 25-11 | 25-20 | 25-20 |       |       | 75 –51  | P2 P3   |
| 27 de agosto | 15:00 | Cuba            | 0-3   | Irán          | 19-25 | 24-26 | 22-25 |       |       | 65– 76  | P2 P3   |
| 27 de agosto | 17:00 | Estados Unidos  | 0–3   | Argentina     | 20-25 | 19-25 | 14-25 |       |       | 53–75   | P2 P3   |
| 27 de agosto | 17:00 | Brasil          | 2–3   | Bulgaria      | 23-25 | 26-24 | 25-19 | 21-25 | 6-15  | –       | P2 P3   |

##### Clasificación 9.º al 16.º puesto
Los equipos que resultaron perdedores en los octavos de final pasan a disputar la clasificación del 9.° al 16.° puesto.
|  | Partido 13.º y 14.º puesto | Partido 13.º y 14.º puesto |                |   | Semifinales 13.º al 16.º puesto | Semifinales 13.º al 16.º puesto |                 |   | Cuartos de final 9.º al 16.º puesto | Cuartos de final 9.º al 16.º puesto |      |   | Semifinales 9.º al 12.º puesto | Semifinales 9.º al 12.º puesto |  |  | Partido 9.º y 10.º puesto | Partido 9.º y 10.º puesto |
|  |                            |                            |                |   |                                 |                                 |                 |   |                                     |                                     |      |   |                                |                                |  |  |                           |                           |
|  |                            |                            |                |   |                                 |                                 |                 |   |                                     |                                     |      |   |                                |                                |  |  |                           |                           |
|  |                            |                            |                |   |                                 |                                 |                 |   |                                     |                                     |      |   |                                |                                |  |  |                           |                           |
|  |                            |                            |                |   |                                 |                                 |                 |   | China Taipéi                        | 0                                   |      |   |                                |                                |  |  |                           |                           |
|  |                            |                            |                |   |                                 |                                 |                 |   | China Taipéi                        | 0                                   |      |   |                                |                                |  |  |                           |                           |
|  |                            |                            | Corea del Sur  | 3 |                                 |                                 |                 |   |                                     |                                     |      |   |                                |                                |  |  |                           |                           |
|  |                            | China Taipéi               | Corea del Sur  | 3 | 0                               |                                 |                 |   |                                     | Corea del Sur                       | 2    |   |                                |                                |  |  |                           |                           |
|  |                            |                            |                |   | 0                               |                                 |                 |   |                                     | Corea del Sur                       | 2    |   |                                |                                |  |  |                           |                           |
|  |                            |                            | Nigeria        | 3 |                                 |                                 | República Checa | 3 |                                     |                                     |      |   |                                |                                |  |  |                           |                           |
|  | República Checa            | 3                          | Nigeria        | 3 |                                 |                                 | República Checa | 3 |                                     |                                     |      |   |                                |                                |  |  |                           |                           |
|  | República Checa            | 3                          |                |   |                                 |                                 |                 |   |                                     |                                     |      |   |                                |                                |  |  |                           |                           |
|  |                            |                            | Nigeria        | 2 |                                 |                                 |                 |   |                                     |                                     |      |   |                                |                                |  |  |                           |                           |
|  | Nigeria                    | 0                          | Nigeria        | 2 |                                 |                                 | Brasil          | 3 |                                     |                                     |      |   |                                |                                |  |  |                           |                           |
|  | Nigeria                    | 0                          |                |   |                                 |                                 | Brasil          | 3 |                                     |                                     |      |   |                                |                                |  |  |                           |                           |
|  | Alemania                   | 3                          |                |   | República Checa                 | 0                               |                 |   |                                     |                                     |      |   |                                |                                |  |  |                           |                           |
|  | Alemania                   | 3                          | Alemania       | 0 | República Checa                 | 0                               |                 |   |                                     |                                     |      |   |                                |                                |  |  |                           |                           |
|  |                            |                            | Alemania       | 0 |                                 |                                 |                 |   |                                     |                                     |      |   |                                |                                |  |  |                           |                           |
|  |                            |                            | Cuba           | 3 |                                 |                                 |                 |   |                                     |                                     |      |   |                                |                                |  |  |                           |                           |
|  | Partido 15.º y 16.º puesto | Partido 15.º y 16.º puesto | Cuba           | 3 | Alemania                        | 3                               |                 |   |                                     |                                     | Cuba | 0 | Partido 11.º y 12.º puesto     | Partido 11.º y 12.º puesto     |  |  |                           |                           |
|  | Partido 15.º y 16.º puesto | Partido 15.º y 16.º puesto |                |   | Alemania                        | 3                               |                 |   |                                     |                                     | Cuba | 0 | Partido 11.º y 12.º puesto     | Partido 11.º y 12.º puesto     |  |  |                           |                           |
|  |                            |                            |                |   | Estados Unidos                  | 1                               |                 |   | Brasil                              | 3                                   |      |   |                                |                                |  |  |                           |                           |
|  | China Taipéi               | 0                          | Estados Unidos | 2 | Estados Unidos                  | 1                               | Cuba            | 1 | Brasil                              | 3                                   |      |   |                                |                                |  |  |                           |                           |
|  | China Taipéi               | 0                          | Estados Unidos | 2 |                                 |                                 | Cuba            | 1 |                                     |                                     |      |   |                                |                                |  |  |                           |                           |
|  | Estados Unidos             | 3                          |                |   | Brasil                          | 3                               |                 |   | Corea del Sur                       | 3                                   |      |   |                                |                                |  |  |                           |                           |

###### Cuartos de final 9.º al 16.º puesto
| Fecha        | Hora  | Equipo 1        | Res. | Equipo 2      | Set 1 | Set 2 | Set 3 | Set 4 | Set 5 | Total   | Reporte |
| ------------ | ----- | --------------- | ---- | ------------- | ----- | ----- | ----- | ----- | ----- | ------- | ------- |
| 28 de agosto | 14:00 | China Taipéi    | 0– 3 | Corea del Sur | 24-26 | 21-25 | 21-25 |       |       | 66 – 76 | P2 P3   |
| 28 de agosto | 16:00 | República Checa | 3–2  | Nigeria       | 25-19 | 16-25 | 25-16 | 22-25 | 15-10 | –       | P2 P3   |
| 28 de agosto | 18:00 | Alemania        | 0– 3 | Cuba          | 15-25 | 15-25 | 21-25 |       |       | 51 – 75 | P2 P3   |
| 28 de agosto | 20:00 | Estados Unidos  | 2– 3 | Brasil        | 26-24 | 23-25 | 25-23 | 17-25 | 10-15 | –       | P2 P3   |

###### Semifinales 13.º al 16.º puesto
| Fecha        | Hora  | Equipo 1     | Res. | Equipo 2       | Set 1 | Set 2 | Set 3 | Set 4 | Set 5 | Total  | Reporte |
| ------------ | ----- | ------------ | ---- | -------------- | ----- | ----- | ----- | ----- | ----- | ------ | ------- |
| 29 de agosto | 14:00 | China Taipéi | 0–3  | Nigeria        | 22-25 | 21-25 | 21-25 |       |       | 64– 76 | P2 P3   |
| 29 de agosto | 16:00 | Alemania     | 3– 1 | Estados Unidos | 25-19 | 19-25 | 25-19 | 25-14 |       | –      | P2 P3   |

###### Semifinales 9.º al 12.º puesto
| Fecha        | Hora  | Equipo 1      | Res.  | Equipo 2        | Set 1 | Set 2 | Set 3 | Set 4 | Set 5 | Total | Reporte |
| ------------ | ----- | ------------- | ----- | --------------- | ----- | ----- | ----- | ----- | ----- | ----- | ------- |
| 29 de agosto | 18:00 | Corea del Sur | 2 – 3 | República Checa | 29-31 | 25-22 | 18-25 | 25-19 | 14-16 | –     | P2 P3   |
| 29 de agosto | 20:00 | Cuba          | 0 –3  | Brasil          | 24-26 | 19-25 | 20-25 |       |       | –     | P2 P3   |

###### Partido por el 15.º y 16.º puesto
| Fecha        | Hora  | Equipo 1     | Res. | Equipo 2       | Set 1 | Set 2 | Set 3 | Set 4 | Set 5 | Total   | Reporte |
| ------------ | ----- | ------------ | ---- | -------------- | ----- | ----- | ----- | ----- | ----- | ------- | ------- |
| 30 de agosto | 10:00 | China Taipéi | 0–3  | Estados Unidos | 20-25 | 21-25 | 15-25 |       |       | 56 – 75 | P2 P3   |

###### Partido por el 13.º y 14.º puesto
| Fecha        | Hora  | Equipo 1 | Res. | Equipo 2 | Set 1 | Set 2 | Set 3 | Set 4 | Set 5 | Total  | Reporte |
| ------------ | ----- | -------- | ---- | -------- | ----- | ----- | ----- | ----- | ----- | ------ | ------- |
| 30 de agosto | 12:00 | Nigeria  | 0– 3 | Alemania | 24-26 | 22-25 | 15-25 |       |       | 61– 76 | P2 P3   |

###### Partido por el 11.º y 12.º puesto
| Fecha        | Hora  | Equipo 1 | Res. | Equipo 2      | Set 1 | Set 2 | Set 3 | Set 4 | Set 5 | Total | Reporte |
| ------------ | ----- | -------- | ---- | ------------- | ----- | ----- | ----- | ----- | ----- | ----- | ------- |
| 30 de agosto | 14:00 | Cuba     | 1 –3 | Corea del Sur | 25-21 | 18-25 | 26-24 | 25-23 |       | –     | P2 P3   |

###### Partido por el 9.º y 10.º puesto
| Fecha        | Hora  | Equipo 1        | Res. | Equipo 2 | Set 1 | Set 2 | Set 3 | Set 4 | Set 5 | Total  | Reporte |
| ------------ | ----- | --------------- | ---- | -------- | ----- | ----- | ----- | ----- | ----- | ------ | ------- |
| 30 de agosto | 16:00 | República Checa | 0–3  | Brasil   | 13-25 | 21-25 | 19-25 |       |       | 53– 75 | P2 P3   |

##### Cuartos de final
| Fecha        | Hora  | Equipo 1    | Res.  | Equipo 2 | Set 1 | Set 2 | Set 3 | Set 4 | Set 5 | Total   | Reporte |
| ------------ | ----- | ----------- | ----- | -------- | ----- | ----- | ----- | ----- | ----- | ------- | ------- |
| 28 de agosto | 14:00 | Italia      | 3– 0  | Japón    | 25-17 | 25-12 | 25-14 |       |       | 75 – 43 | P2 P3   |
| 28 de agosto | 16:00 | Bielorrusia | 0– 3  | Egipto   | 21-25 | 18-25 | 18-25 |       |       | –       | P2 P3   |
| 28 de agosto | 18:00 | Rusia       | 3 – 1 | Irán     | 21-25 | -18   | 25-20 | 25-23 |       | –       | P2 P3   |
| 28 de agosto | 20:00 | Argentina   | 3 – 2 | Bulgaria | 25-19 | 21-25 | 26-24 | 21-25 | 15-13 | 66 –63  | P2 P3   |

##### Clasificación 5.º al 8.º puesto
Los equipos que resultaron perdedores en los cuartos de final pasan a disputar la clasificación del 5.° al 8.° puesto.
|  | Semifinales 5.º al 8.º puesto | Semifinales 5.º al 8.º puesto |   |             | Partido 5.º y 6.º puesto | Partido 5.º y 6.º puesto |  |
|  |                               |                               |   |             |                          |                          |  |
|  |                               |                               |   |             |                          |                          |  |
|  | Japón                         | 3                             |   |             |                          |                          |  |
|  | Bielorrusia                   | 1                             |   |             |                          |                          |  |
|  |                               |                               |   |             |                          |                          |  |
|  |                               |                               |   |             |                          |                          |  |
|  |                               |                               |   |             | Japón                    | 1                        |  |
|  |                               | Irán                          | 3 |             |                          |                          |  |
|  |                               |                               |   |             |                          |                          |  |
|  |                               |                               |   |             |                          |                          |  |
|  |                               |                               |   |             | Partido 7.º y 8.º puesto |                          |  |
|  |                               |                               |   |             |                          |                          |  |
|  | Irán                          | 3                             |   | Bielorrusia | 1                        |                          |  |
|  | Bulgaria                      | 0                             |   |             | Bulgaria                 | 3                        |  |

###### Semifinales 5.º al 8.º puesto
| Fecha        | Hora  | Equipo 1 | Res. | Equipo 2    | Set 1 | Set 2 | Set 3 | Set 4 | Set 5 | Total  | Reporte |
| ------------ | ----- | -------- | ---- | ----------- | ----- | ----- | ----- | ----- | ----- | ------ | ------- |
| 29 de agosto | 14:00 | Japón    | 3 –1 | Bielorrusia | 25-27 | 25-18 | 25-18 | 33-31 |       | –      | P2 P3   |
| 29 de agosto | 16:00 | Irán     | 3 –0 | Bulgaria    | 25-22 | 25-22 | 25-15 |       |       | 75 –59 | P2 P3   |

###### Partido por el 7.º y 8.º puesto
| Fecha        | Hora  | Equipo 1    | Res. | Equipo 2 | Set 1 | Set 2 | Set 3 | Set 4 | Set 5 | Total | Reporte |
| ------------ | ----- | ----------- | ---- | -------- | ----- | ----- | ----- | ----- | ----- | ----- | ------- |
| 30 de agosto | 10:00 | Bielorrusia | 1–3  | Bulgaria | 21-25 | 19-25 | 25-20 | 17-35 |       | –     | P2 P3   |

###### Partido por el 5.º y 6.º puesto
| Fecha        | Hora  | Equipo 1 | Res. | Equipo 2 | Set 1 | Set 2 | Set 3 | Set 4 | Set 5 | Total | Reporte |
| ------------ | ----- | -------- | ---- | -------- | ----- | ----- | ----- | ----- | ----- | ----- | ------- |
| 30 de agosto | 12:00 | Japón    | 1 –3 | Irán     | 26-28 | 25-23 | 16-25 | 23-25 |       | –     | P2 P3   |

##### Clasificación 1.º al 4.º puesto
Los equipos que resultaron ganadores en los cuartos de final pasan a disputar la clasificación del 1° al 4 puesto.
|  | Semifinales 1.º al 4.º puesto | Semifinales 1.º al 4.º puesto |   |        | Partido 1.º y 2.º puesto | Partido 1.º y 2.º puesto |  |
|  |                               |                               |   |        |                          |                          |  |
|  |                               |                               |   |        |                          |                          |  |
|  | Italia                        | 3                             |   |        |                          |                          |  |
|  | Egipto                        | 0                             |   |        |                          |                          |  |
|  |                               |                               |   |        |                          |                          |  |
|  |                               |                               |   |        |                          |                          |  |
|  |                               |                               |   |        | Italia                   | 3                        |  |
|  |                               | Rusia                         | 1 |        |                          |                          |  |
|  |                               |                               |   |        |                          |                          |  |
|  |                               |                               |   |        |                          |                          |  |
|  |                               |                               |   |        | Partido 3.º y 4.º puesto |                          |  |
|  |                               |                               |   |        |                          |                          |  |
|  | Rusia                         | 3                             |   | Egipto | 1                        |                          |  |
|  | Argentina                     | 0                             |   |        | Argentina                | 3                        |  |

###### Semifinales
| Fecha        | Hora  | Equipo 1 | Res.  | Equipo 2  | Set 1 | Set 2 | Set 3 | Set 4 | Set 5 | Total   | Reporte |
| ------------ | ----- | -------- | ----- | --------- | ----- | ----- | ----- | ----- | ----- | ------- | ------- |
| 29 de agosto | 18:00 | Italia   | 3 – 0 | Egipto    | 25-16 | 25-16 | 25-17 |       |       | 75 – 49 | P2 P3   |
| 29 de agosto | 20:00 | Rusia    | 3 – 0 | Argentina | 25-21 | 25-18 | 27-25 |       |       | 77–64   | P2 P3   |

###### Partido por el3.ery 4.º puesto
| Fecha        | Hora  | Equipo 1 | Res.  | Equipo 2  | Set 1 | Set 2 | Set 3 | Set 4 | Set 5 | Total | Reporte |
| ------------ | ----- | -------- | ----- | --------- | ----- | ----- | ----- | ----- | ----- | ----- | ------- |
| 30 de agosto | 17:30 | Egipto   | 1 – 3 | Argentina | 19-25 | 19-25 | 25-23 | 17-25 |       | –     | P2 P3   |

###### Final
| Fecha        | Hora  | Equipo 1 | Res. | Equipo 2 | Set 1 | Set 2 | Set 3 | Set 4 | Set 5 | Total | Reporte |
| ------------ | ----- | -------- | ---- | -------- | ----- | ----- | ----- | ----- | ----- | ----- | ------- |
| 30 de agosto | 19:30 | Italia   | 3–1  | Rusia    | 26-24 | 21-25 | 25-19 | 25-18 |       | –     | P2 P3   |

## Premios individuales
- Jugador más valioso (MVP) – Tommaso Rinaldi ( Italia)
- Mejor armador – Paolo Porro ( Italia)
- Mejores atacantes – Tommaso Rinaldi ( Italia) y Omar Kurbanov ( Rusia)
- Mejores centrales – Nicola Cianciotta ( Italia) y Agustín Gallardo ( Argentina)
- Mejor opuesto – Roman Murashko ( Rusia)
- Mejor líbero – Ilia Fedorov ( Rusia)